# Diadelia obenbergeri
Diadelia obenbergeri là một loài bọ cánh cứng trong họ Cerambycidae.